# Principauté de Ratisbonne
1803–1810
La principauté de Ratisbonne (en allemand : Fürstentum Regensburg) était une principauté du Saint-Empire romain germanique (1803-1806) puis de la confédération du Rhin (1806-1810). Elle avait pour capitale la ville de Ratisbonne, aujourd'hui en Bavière.

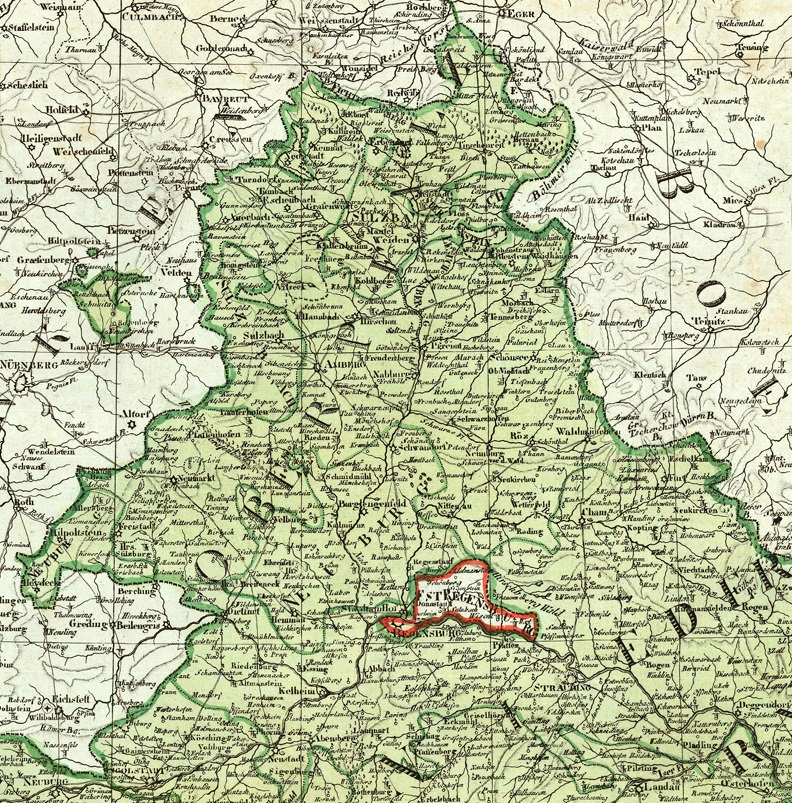
Territoire de la Principauté de Ratisbonne sur une carte de 1807

La principauté est créée pour dédommager l'ancien archevêque-électeur de Mayence, Charles-Théodore de Dalberg, après l'annexion de Mayence par la France au traité de Lunéville. La nouvelle principauté est formée à partir des possessions de l'ancien prince-évêque de Ratisbonne (titre créé en 739 par saint Boniface). La principauté inclut également les seigneuries de Donaustauf, Wörth et Hohenburg, la ville impériale de Ratisbonne, l'abbaye Saint-Emmeran, ainsi que celles d'Obermünster (de) et de Niedermünster. Dalberg reçoit également la principauté d'Aschaffenbourg, le long du Main. Dalberg reçoit en outre la dignité électorale auparavant accordée à l'électorat de Mayence : la principauté de Ratisbonne est donc parfois connue sous le nom d'électorat de Ratisbonne (Kurfürstentum Regensburg), ou sous celui d'archidiocèse de Ratisbonne, puisque le statut archiépiscopal de Mayence est transféré au diocèse de Ratisbonne.
En raison des revendications bavaroises sur Ratisbonne, Dalberg n'est installé sur le trône archiépiscopal que le 1er février 1805. En 1806, la principauté perd son statut d'électorat en raison de la dissolution du Saint-Empire romain germanique. Elle entre dans la confédération du Rhin. Le code Napoléon y est introduit en 1809.
Pendant la guerre de la Cinquième Coalition, les troupes autrichiennes occupent Ratisbonne le 20 avril 1809 ; elle est prise et pillée par les troupes françaises trois jours plus tard. En 1810, par le traité de Paris, Dalberg cède Ratisbonne au royaume de Bavière. Il reçoit en compensation Hanau et Fulda, qu'il fusionne avec la principauté d'Aschaffenbourg pour former le grand-duché de Francfort. Il conserve en outre le titre d'archevêque de Ratisbonne jusqu'à sa mort en 1817, date à laquelle Ratisbonne devient un simple diocèse suffragant de l'archidiocèse de Munich et Freising.